# 戈加尔迪哈
戈加尔迪哈（Ghoghardiha），是印度比哈尔邦Madhubani县的一个城镇。总人口14523（2001年）。

## 人口
该地2001年总人口14523人，其中男性7474人，女性7049人；0—6岁人口2584人，其中男1324人，女1260人；识字率43.22%，其中男性为53.08%，女性为32.77%。